# Saison 13 de Bobino
Cet article concerne la saison 13 de la série télévisée québécoise Bobino.
L'émission est diffusée à 16 h.

## Saison 13 (1969 - 1970)
1. Bobino et Bobinette viennent de rentrer de vacances et font le ménage de la librairie.  Bobinette prétend qu’ils feraient mieux de se reposer en ce jour de la fête du travail et cela ne se passera aisément.  Diffusion : le lundi 1er septembre 1969.
2. Le général Garde-à-vous a appris que Bobinette et Bobino sont rentrés de vacances.  Il vient se réinstaller chez eux, mais Bobinette veut lui donner une leçon vu qu’il n’a pas tenu ses engagements d’été comme gérant de la librairie familiale.  Diffusion : le mardi 2 septembre 1969.
3. Bobinette veut convaincre son grand frère qu’il a pris du poids pendant les vacances, afin de lui proposer une recette amaigrissante de son invention.  Diffusion : le mercredi 3 septembre 1969.
4. Bobinette trouve qu’elle perd du temps à livrer les commandes du magasin.  Elle décide de dresser comme livreur le caniche de poche de monsieur Plumeau.  Diffusion : le jeudi 4 septembre 1969.
5. Le général se croit à la caserne et veut faire marcher Bobino et Bobinette au son du clairon.  Bobinette trouve un bon moyen de le faire changer d’avis.  Diffusion : le vendredi 5 septembre 1969.
6. Bobinette prétend qu’avant de passer des permis de conduire, on devrait passer des permis comme piétons.  Elle prouve à Bobino qu’il serait tout de suite recalé.  Diffusion : le lundi 8 septembre 1969.
7. Tapageur veut prouver qu’il n’a pas besoin de suivre des cours de perfectionnement pour être utile au magasin.  Malheureusement, les preuves qu’il donnera se révéleront lamentables.  Diffusion : le mardi 9 septembre 1969.
8. Bobinette a besoin d’une illustration pour son cahier d’histoire.  Comme il n’en reste plus en magasin, elle décide d’en faire imprimer.  Diffusion : le mercredi 10 septembre 1969.
9. Bobinette prétend qu’elle a peut-être autant de génie que Mozart qui composait de la musique dès l’âge de quatre ans.  Elle se lance dans la composition. Diffusion : le jeudi 11 septembre 1969.
10. Bobino explique aux tout-petits ce qu’est le prix Nobel, ce qui donne à Bobinette l’idée de lui jouer un bon tour.  Diffusion : le vendredi 12 septembre 1969.
11. Bobino fait la démonstration du fonctionnement d’un siphon.  Bobinette en tirera une nouvelle idée saugrenue.  Diffusion : le lundi 15 septembre 1969.
12. Mademoiselle Prune voudrait un livre de recettes de jus de fruits.  Bobinette décide de lui en écrire un.  Diffusion : le mardi 16 septembre 1969.
13. Bobino raconte l’histoire des moyens d’éclairage et Bobinette, voulant l’aider, se verra obligée de réparer ses maladresses.  Diffusion : le mercredi 17 septembre 1969.
14. Une compagnie de commerce a inondé de billets de banque portant valeur à l’achat de marchandise.  Ces billets seront cause de perturbation à la librairie.  Diffusion : le jeudi 18 septembre 1969.
15. Le général n’a pas de local pour présenter sa kermesse militaire annuelle.  Il décide d’emprunter la librairie, et Bobino et Bobinette l’aident à préparer cette kermesse.  Ce qui ne sera pas sans rebondissements.  Diffusion : le vendredi 19 septembre 1969.
16. Le professeur Barbenzinc veut faire de la motocyclette.  Bobinette décide de lui en fournir une, d’appartement qui sera beaucoup plus sûre que celle qu’il a en tête de se fabriquer.  Diffusion : le lundi 22 septembre 1969.
17. Bobinette a lu un conte de fées dans lequel un prince charmant a été métamorphosé en cochon d’Inde.  Elle veut vérifier si le cochon d’Inde de monsieur Plumeau ne serait pas, en réalité, un autre prince charmant à qui on aurait jeté un mauvais sort.  Diffusion : le mardi 23 septembre 1969.
18. Bobino explique à Bobinette ce qu’est un fil de plomb.  Bobinette y trouvera une nouvelle idée pour jouer un tour à son grand-frère.  Diffusion : le mercredi 24 septembre 1969.
19. Le général veut emmener Bobino à une partie de chasse à courre.  Bobinette se mêle des préparatifs.  Diffusion : le jeudi 25 septembre 1969.
20. Le général Garde-à-vous veut que Bobino le remplace à la caserne pour la fin de semaine.  Bobinette trouve un bon moyen pour libérer son grand frère de cette mission.  Diffusion : le vendredi 26 septembre 1969.
21. Bobino raconte l’histoire de l’aviation.  Ce qui suggère à Bobinette l’idée d’inventer un nouveau type d’avion.  Diffusion : le lundi 29 septembre 1969.
22. Bobino raconte la légende allemande de la Lorelei.  Bobinette décide d’en faire une pièce de théâtre.  Diffusion : le mardi 30 septembre 1969.
23. Le général Garde-à-vous s’est commandé une machine à écrire électrique.  Bobinette décide de lui en fournir une d’un nouveau modèle.  Diffusion : le mercredi 1er octobre 1969.
24. Bobinette se fabrique un taximètre pour calculer et faire payer aux clients de la librairie le temps qu’ils lui font perdre en ne sachant pas toujours ce qu’ils veulent.  Diffusion : le jeudi 2 octobre 1969.
25. Bobinette est reprise par la peur des souris et trouve une idée sensationnelle pour s’en protéger.  Diffusion : le vendredi 3 octobre 1969.
26. Bobinette prétend que Télécino devrait avoir un petit frère ou une petite sœur qui pourrait passer des dessins animés à sa place pour lui permettre de se reposer de temps en temps.  Diffusion : le lundi, le 6 octobre 1969.
27. Mlle Prune a besoin d’un nouveau chapeau pour aller à un cocktail.  Malheureusement, Bobinette s’en mêle.  Diffusion : le mardi 7 octobre 1969.
28. Bobinette imagine un nouveau système pour savoir à l’avance quel est le client qui appelle lorsque la sonnerie de téléphone se fait entendre.  Diffusion : le mercredi 8 octobre 1969.
29. Un ourson s’est échappé d’un cirque voisin et Bobinette craint qu’il ne s’introduise dans la cuisine familiale pour se trouver des provisions.  Diffusion : le jeudi 9 octobre 1969.
30. Partant des pigeons voyageurs, Bobinette invente une nouvelle sorte d’oiseau qui aurait un avantage sur eux, celui de pouvoir raconter ses voyages.  Diffusion : le vendredi 10 octobre 1969.
31. Le professeur Barbenzinc a inventé un nouvel appareil pour remettre à neuf les chapeaux melons.  Bobino hésite à mettre le sien à l’intérieur.  A-t-il raison?.  Diffusion : le lundi 13 octobre 1969.
32. Mademoiselle Prune a commandé un livre contenant l’histoire de Peau d’Âne, mais il n’en reste plus au magasin.  Pour compenser, Bobinette lui propose une interprétation télévisée de cette histoire.  Diffusion : le mardi 14 octobre 1969.
33. Bobinette cherche une idée pour remplacer le film indicatif-couleur qui annonce toutes les émissions de Radio-Canada.  Diffusion : le mercredi 15 octobre 1969.
34. Bobino veut faire de la radio-amateur; mais les résultats obtenus ne seront pas ceux qu’il attendait.  Diffusion : le jeudi 16 octobre 1969.
35. Le général Garde-à-vous désire de la documentation sur l’alpinisme en pays tyrolien.  Bobinette décide de lui en fournir et lancera involontairement Bobino dans une nouvelle aventure.  Diffusion : le vendredi, le 17 octobre 1969.
36. Bobino a retrouvé une poudre magique ayant appartenu à l’un de ses ancêtres.  Bobinette voudrait s’en servir pour jouer un tour à son grand frère, mais ce tour lui retombera sur le nez.  Diffusion : le lundi 20 octobre 1969.
37. Mademoiselle Prune a attrapé un virus que Bobinette craint d’attraper à son tour.  Elle prend ses dispositions pour éviter la contagion.  Diffusion : le mardi 21 octobre 1969.
38. Bobinette doit faire, pour son cours du soir, un devoir sur les gorilles.  Bobino lui apporte son aide mais le résultat ne sera pas celui qu’il escomptait.  Diffusion : le mercredi 22 octobre 1969.
39. Bobinette trouve un moyen génial pour faire vendre à Bobino des livres qui sont au magasin depuis plus d’un an.  Diffusion : le jeudi, le 23 octobre 1969.
40. À la suite d’un quiproquo, Bobinette cache les insignes destinés aux gagnants du premier concours de dessins qui sera lancé aujourd’hui.  Diffusion : le vendredi 24 octobre 1969.
41. Bobino refuse de passer une audition pour un producteur de cinéma américain qui recherche des talents.  Bobinette décide de faire quand même une vedette de son grand frère.  Diffusion : le lundi 27 octobre 1969.
42. La boucle de Bobino se détache tout le temps.  Bobinette invente un appareil pour faire des nœuds de cravate qui ne glisse pas.  Diffusion : le mardi 28 octobre 1969.
43. Bobino veut décorer la vitrine du magasin en rapport avec des livres qu’il a reçus de l’île de Pâques.  Bobinette lui apporte une aide plus que saugrenue.  Diffusion : le mercredi 29 octobre 1969.
44. Les grands magasins Roudoudou ont organisé une vente de pétards.  Bobinette voudrait bien s’en procurer, mais une fois de plus, elle se heurte à son grand frère.  Diffusion : le jeudi 30 octobre 1969.
45. À l’occasion de l’Halloween, Tapageur et Bobinette veulent faire croire à Bobino que les vraies sorcières existent vraiment.  Au cours de l’émission, on parlera de la campagne de l’U.N.I.C.E.F.  Diffusion : le vendredi 31 octobre 1969.
46. Bobinette entreprend une campagne contre la guerre et trouve des solutions saugrenues pour supprimer à tout jamais ce triste fléau.  Diffusion : le lundi 3 novembre 1969.
47. Monsieur Barigoule, professeur de Bobinette, a décidé de donner un bonnet d’âne à ceux de ses élèves qui font preuve de paresse.  Bobinette prouve à son grand frère qu’on peut très bien avoir le bonnet d’âne sans l’avoir mérité.  Diffusion : le mardi 4 novembre 1969.
48. Bobinette invente des nouveaux modèles de stores pour remplacer celui du magasin  qui est en mauvais état.  Diffusion : le mercredi 5 novembre 1969.
49. Pour attirer du monde à la librairie, Bobinette se lance dans une nouvelle spécialité : celle de donner des conseils aux gens qui ont des problèmes.  Diffusion : le jeudi 6 novembre 1969.
50. Monsieur Barigoule a demandé à Bobinette de faire un devoir où elle parlerait de ce qu’elle emporterait avec elle si un jour elle devait faire un voyage sur la lune.  Diffusion : le vendredi 7 novembre 1969.
51. Le général Garde-à-vous a été chargé d’une mission spéciale par le ministère de la marine. Bobinette s’en mêle et cela tournera à la catastrophe.  Diffusion : le lundi 10 novembre 1969.
52. Bobinette entreprend une campagne pour sauver les petits poissons mis en danger par la pollution des eaux.  Diffusion : le mardi 11 novembre 1969.
53. Bobino et Bobinette jouent l’histoire des trois petits cochons.  Bobinette y apporte des modifications de son cru.  Diffusion : le mercredi 12 novembre 1969.
54. Le général Garde-à-vous a décidé de bivouaquer dans le jardin.  Bobinette trouve un bon moyen pour l’en empêcher car elle craint qu’il n’attrape un rhume.  Ce moyen, hélas, ne se révèle pas aussi bon qu’elle le pensait.  Diffusion : le jeudi 13 novembre 1969.
55. Tapageur casse son tourne-disques.  Bobinette décide de lui fabriquer un nouvel instrument de musique.  Diffusion : le vendredi 14 novembre 1969.
56. Bobino explique à Bobinette l’utilisation de l’encens.  Bobinette y trouve matière pour inventer une nouvelle méthode de lecture : la méthode odoro-visuelle.  Diffusion : le lundi 17 novembre 1969.
57. Mademoiselle Prune a égaré son collier de perles et Bobinette cherche une bonne idée pour lui en procurer un nouveau.  Diffusion : le mardi 18 novembre 1969.
58. Le professeur Barbenzinc a décidé de prendre le baptême de l’air.  Bobinette veut l’en dissuader car elle craint qu’il ne fasse des sottises quand il sera en plein ciel.  Diffusion : le mercredi 19 novembre 1969.
59. Bobino héberge mademoiselle Prune pour la nuit.  Pour souhaiter la bienvenue à cette vieille amie, Bobinette décide de lui offrir un cadeau.  Diffusion : le jeudi 20 novembre 1969.
60. Mademoiselle Prune a installé ses pénates dans la chambre du général Garde-à-vous et ne veut plus s’en aller.  Bobinette cherche un moyen pour la faire partir avant le retour du général.  Diffusion : le vendredi 21 novembre 1969.
61. Bobino montre à Bobinette comment on peut fabriquer un appareil de téléphone primitif avec deux boîtes de conserves et un bout de ficelle.  Hélas, cela conduira à une aventure plus que fâcheuse.  Diffusion : le lundi 24 novembre 1969.
62. Mademoiselle Prune loge toujours à la librairie.  Bobino et Bobinette cherchent de bonnes idées pour la convaincre de retourner à l’auberge, mais ils échouent lamentablement.  Diffusion : le mardi 25 novembre 1969.
63. Bobinette a gagné le premier prix d’un concours de chapeaux lui donnant droit à un séjour de trois semaines à l’auberge.  Bobino, de son côté, aimerait toujours se débarrasser de mademoiselle Prune qui occupe la chambre du général depuis bientôt une semaine.  Diffusion : le mercredi 26 novembre 1969.
64. Le professeur Barbenzinc a inventé un nouvel appareil sensationnel.  Bobinette y voit la base d’une grande idée pour se procurer les pétards auxquels elle rêve depuis longtemps.  Diffusion : le jeudi 27 novembre 1969.
65. Bobino est désespéré : mademoiselle Prune occupe toujours la chambre du général alors que celui-ci annonce pour aujourd’hui son retour à la librairie.  Diffusion : le vendredi 28 novembre 1969.
66. Bobinette veut donner une bonne leçon au général Garde-à-vous pour le guérir de donner toujours des ordres saugrenus à Bobino. La victime de sa bonne idée ne sera pas celle qu’elle escomptait.  Diffusion : le lundi 1er décembre 1969.
67. Le professeur Barbenzinc a décidé de donner des cours de boxe.  Bobinette aimerait que le premier élève qui n’est nul autre que Bobino, fasse honneur à son professeur.  Elle agit en conséquence.  Diffusion : le mardi 2 décembre 1969.
68. Bobinette écrit un opéra et prouve que les auteurs sont parfois victimes d’une censure intempestive.  Diffusion : le mercredi 3 décembre 1969.
69. Bobino décrit les mœurs du bernard-l’ermite qui a l’habitude de s’installer dans les coquilles vides de certains gastéropodes.  Bobinette qui doit sortir craint qu’un bernard-l’ermite ne vienne s’installer chez elle pendant son absence.  Diffusion : le jeudi 4 décembre 1969.
70. Bobinette explique à Bobino que les rêves ont toujours une signification et elle veut lui en donner la preuve.  Diffusion : le vendredi 5 décembre 1969.
71. Bobinette veut prouver à son grand frère qu’il ne mérite pas le titre de premier vendeur du magasin.  Diffusion : le lundi 8 décembre 1969.
72. Monsieur Plumeau a organisé une soirée de danse à gogo.  Bobinette voudrait y participer et elle se cherche un partenaire.  Diffusion : le mardi 9 décembre 1969.
73. Le professeur Barbenzinc téléphone sans cesse, prenant la librairie pour une laiterie.  Bobinette se déguise en laitier.  Diffusion : le mercredi 10 décembre 1969.
74. Pour imiter les grands magasins, Bobinette décide d’organiser un grand défilé du Père Noël commandité par la librairie Gustave et compagnie.  Diffusion : le jeudi 11 décembre 1969.
75. Le général Garde-à-vous voudrait des cartes de Noël dessinées à la main, mais il n’y en a pas à la librairie.  Bobinette décide de lui en fabriquer.  Diffusion : le vendredi 12 décembre 1969.
76. Bobinette prétend qu’elle a toujours été une grande spécialiste du judo et elle tente d’en donner la preuve à son grand frère.  Diffusion : le lundi 15 décembre 1969.
77. Bobino et Bobinette veulent installer un sapin de Noël devant leur magasin.  Hélas, par la faute du général, cela ne se passera pas sans histoires.  Diffusion : le mardi 16 décembre 1969.
78. Bobino fabrique une machine à calculer pour le magasin.  Le fonctionnement de cette machine donnera plutôt à désirer.  Diffusion : le mercredi 17 décembre 1969.
79. Le professeur Barbenzinc, toujours aussi distrait, mélange Noël avec toutes sortes d’autres fêtes.  Bobinette veut lui ramener les deux pieds sur terre.  Diffusion : le jeudi 18 décembre 1969.
80. Pour donner suite à la demande de Bobino, les tout-petits ont dessiné des rêves qu’ils ont faits.  Bobinette se transforme en devin et tentera de donner l’explication de ces rêves.  Diffusion : le vendredi 19 décembre 1969.
81. Bobino a fait une trop grosse commande de rouleaux de papier-emballage de Noël.  Ils risquent de lui rester sur les bras.  Bobinette trouve une très bonne idée pour les écouler.  Diffusion : le lundi 22 décembre 1969.
82. Bobinette a entrepris un ouvrage secret; Bobino voudrait bien avoir des explications.  Lorsqu’il en aura, ce sera, une fois de plus, pour s’apercevoir que les idées de Bobinette ne sont pas toujours sans inconvénients.  Diffusion : le mardi 23 décembre 1969.
83. Bobinette s’émeut devant le sort des soldats du général que le Père Noël a oubliés l’année dernière, au cours de sa tournée.  Diffusion : le mercredi 24 décembre 1969.
84. Un Noël bruyant ou La Poupée qui pleure (Décor : intérieur de la librairie) Bobinette a reçu une poupée pour Noël et prétend que cette dernière n’a pas pu dormir car le Père Noël ne lui a pas apporté de lit. (Émission diffusée le jeudi 25 décembre 1969)  Une adaptation de ce texte se retrouve sous le titre " La poupée qui pleure " sur le disque: Bobino et Bobinette vol.6 le temps des fêtes[1].
85. Le professeur Barbenzinc a inventé une catapulte spéciale pour envoyer des grosses boules de neige.  Lorsqu’il essaiera son appareil, il sera victime de sa distraction et le résultat sera plus que fâcheux.  Diffusion : le vendredi 26 décembre 1969.
86. Bobino et Bobinette attendent le général Garde-à-vous qui doit venir leur enseigner une nouvelle méthode de ski dont il est l’inventeur.  Diffusion : le lundi 29 décembre 1969.
87. Bobinette prétend que, quand on a lu un livre, on devrait pouvoir l’échanger contre un livre neuf, selon la méthode des garagistes qui échangent les vieilles autos contre des modèles de l’année.  Diffusion : le mardi 30 décembre 1969.
88. Bobinette veut que l’année 1970 soit l’année de la librairie familiale et elle trouve une nouvelle idée pour augmenter le chiffre d’affaires du magasin.  Diffusion : le mercredi 31 décembre 1969.
89. 89
  - A. À l’occasion du jour de l’An, Bobinette prend la résolution de rendre service à tout le monde; malheureusement, elle voudra trop en faire et les suites seront désastreuses.  Diffusion : le jeudi 1er janvier 1970.
  - B.  Spécial pour l'ORTF (Office de radiodiffusion-télévision française).  Trois courts épisodes de Bobino sans dessin animé sont produits pour être diffusés en France[2].  Premier épisode: L'amnésie: Bobino fait croire à Bobinette qu'il est amnésique et qu'il se prend pour Napoléon.  Deuxième épisode: Le permis de piétonner: Bobinette se déguise et fait passer à Bobino un test pour qu'il obtienne son permis de piéton.  Troisième épisode: La méthode de guérison pour les gens timides: Bobinette met au point une méthode pour guérir de la timidité...  Elle en sera la victime...  Diffusion : le jeudi 1er janvier 1970[3].
90. Bobinette invente un nouveau système qui permettra à Gustave de faire la grasse matinée tout en faisant son ouvrage du matin.  Diffusion : le vendredi 2 janvier 1970.
91. Bobinette trouve que les gommes à effacer du magasin ne sont pas extraordinaires.  Bobino lui montre un nouveau produit pour effacer.  Elle y trouvera une idée d’un bon tour.  Diffusion : le lundi 5 janvier 1970.
92. Bobinette prépare un gâteau des Rois.  Cela ne se passera pas sans histoire.  Diffusion : le mardi 6 janvier 1970.
93. Pour la publicité de la librairie, Bobinette veut organiser un grand spectacle avec participation de vrais artistes.  Diffusion : le mercredi 7 janvier 1970.
94. Bobino explique à Bobinette comment Noé a sauvé quantité d’animaux du déluge.  Bobinette décide de faire aussi bien que le vieux patriarche.  Diffusion : le jeudi 8 janvier 1970.
95. Bobinette veut faire perdre au général Garde-à-vous sa manie de vouloir souvent manger entre les repas.  Diffusion : le vendredi 9 janvier 1970.
96. Aucun synopsis.  Diffusion : le lundi 12 janvier 1970.
97. Bobinette veut offrir une pierre de naissance à Gustave.  Seulement, les fantômes n’ont pas d’âge et il est donc impossible de dire quel mois il est né.  Diffusion : le mardi 13 janvier 1970.
98. Bobino et Bobinette font la chasse aux moucherons.  Bobino se demandera comment il se fait qu’on puisse trouver des moucherons en plein hiver.  Diffusion : le mercredi 14 janvier 1970.
99. Le robinet de la salle de bain du général ne fonctionne plus.  Bobinette se déguise en plombier et vient faire la réparation.  Diffusion : le jeudi 15 janvier 1970.
100. . Bobinette doit dessiner pour l’école un paysage de Hollande.  Comme elle ne sait pas comment s’y prendre.  Bobino lui donne des conseils dont elle tirera un parti bizarre.  Diffusion : le vendredi 16 janvier 1970.
101. Bobinette joue au général Garde-à-vous dans sa petite maison.  Malheureusement, et involontairement, elle fera de Bobino la victime de ses jeux.  Diffusion : le lundi 19 janvier 1970.
102. Bobino explique à Bobinette qu’il ne faut pas déchirer les livres.  Elle pense que c’est plutôt à lui qu’on devrait donner ce conseil.  Diffusion : le mardi 20 janvier 1970.
103. Bobino montre un livre avec illustrations en relief qu’il vient de recevoir pour le magasin; ce qui suggère à Bobinette l’idée d’en fabriquer, elle aussi.  Diffusion : le mercredi 21 janvier 1970.
104. Bobino a attrapé une extinction de voix.  Pour lui éviter de parler, Bobinette lui construit un appareil destiné à traduire ce qu’il pense.  Diffusion : le jeudi 22 janvier 1970.
105. Bobinette met au point une grande idée pour que Bobino n’ait plus jamais froid aux pieds.  Diffusion : le vendredi 23 janvier 1970.
106. Le professeur Barbenzinc a inventé une nouvelle crème à raser qui fait de la mousse à retardement.  Bobinette fait essayer ce produit à Bobino qui, par conséquent, deviendra victime d’une erreur judiciaire.  Diffusion : le lundi 26 janvier 1970.
107. Monsieur Barigoule a besoin de documentation sur le fameux combat de Pâris et Achille devant les murs de Troie.  Bobinette décide de lui tourner un petit bout de film sur ce sujet.  Diffusion : le mardi 27 janvier 1970.
108. Bobinette imprime un journal dans lequel elle rédige un article peu élogieux sur le général.  Bobino veut lui donner une bonne leçon.  Diffusion : le mercredi 28 janvier 1970.
109. Bobinette se déguise en journaliste pour jouer un tour à son grand frère; mais ce tour lui retombera sur le nez.  Diffusion : le jeudi 29 janvier 1970.
110. Bobinette trouve une solution idéale pour simplifier un dessin qu’elle doit faire pour l’école.  Diffusion : le vendredi 30 janvier 1970.
111. Le général Garde-à-vous confie à Bobino la garde de microfilms ultra-secrets.  Ce sera le début d’une terrible affaire d’espionnage.  Diffusion : le lundi 2 février 1970.
112. Le général Garde-à-vous soupçonne Bobino de lui avoir pris ses microfilms.  Bobinette trouve une bonne idée pour disculper son grand frère.  Diffusion : le mardi 3 février 1970.
113. L’enquête se poursuit au sujet des microfilms du général Garde-à-vous.  Bobinette mène les opérations.  Diffusion : le mercredi 4 février 1970.
114. Les dessins des tout-petits ont disparu.  Bobino soupçonne sa petite sœur de les avoir pris.  Diffusion : le jeudi 5 février 1970.
115. Grâce à Bobinette, la semaine commencée d’une manière mouvementée se termine dans la joie, et le général Garde-à-vous lui décerne un titre de tout premier ordre.  Diffusion : le vendredi 6 février 1970.
116. Bobinette prétend qu’elle est la championne des bonnes manières.  Bobino veut lui prouver qu’il y a peut-être quelques lacunes dans ses connaissances dans cet art.  Diffusion : le lundi 9 février 1970.
117. Bobinette met au point une idée sensationnelle pour que les journaux vendus aux clients ne soient pas porteurs de microbes.  Diffusion : le mardi 10 février 1970.
118. Bobinette veut ouvrir un cabinet de voyage ultra-lucide.  Elle montre à Bobino qu’elle connaît tout dans les lignes de la main, les tarots et la boule de cristal.  Diffusion : le mercredi 11 février 1970.
119. Le professeur fait cadeau à Bobino d’une machine « à rien faire ».  Bobinette décide de la transformer pour qu’elle serve à quelque chose.  Diffusion : le jeudi 12 février 1970.
120. C’est aujourd’hui vendredi treize.  Bobinette veut montrer à Bobino qu’il a tort de ne pas être superstitieux.  Diffusion : le vendredi 13 février 1970.
121. Bobinette doit aller balayer la chambre du général à quatre heures et demie.  Bobino pense qu’elle veut se dérober à cette tâche.  Diffusion : le lundi 16 février 1970.
122. Le professeur Barbenzinc a inventé une machine pour faire les corvées de caserne.  Bobino et Bobinette en font l’essaie.  Diffusion : le mardi 17 février 1970.
123. Mademoiselle Prune veut aller dans une librairie rivale pour acheter des revues de décoration qu’elle n’a pas trouvées chez Bobino et compagnie.  Bobinette trouve une bonne idée pour l’en empêcher.  Diffusion : le mercredi 18 février 1970.
124. Bobinette prétend se fait engager comme danseuse-étoile pour les Grands Ballets canadiens.  Ce qui suggère à Bobino de lui jouer un bon tour.  Diffusion : le jeudi 19 février 1970.
125. Bobinette est fatiguée de faire la livraison des journaux chez les clients de la librairie.  Elle trouve un moyen ingénieux pour ne plus avoir à les porter.  Diffusion : le vendredi 20 février 1970.
126. Bobinette prétend que son grand frère est le roi des curieux.  Elle trouve un bon moyen pour le lui prouver.  Dessins animés : « Pépin la bulle », « Dodo, l’enfant de l’espace » et « Bolek et Lolek en vacances ».  Diffusion : le lundi 23 février 1970.
127. Bobinette veut corriger les clients de la librairie qui entrent pour parcourir les journaux ou les livres et repartent souvent sans rien acheter.  Dessins animés : « Le Petit Lion Titus », « Dodo, l’enfant de l’espace » et « Bolek et Lolek en vacances ».  Diffusion : le mardi 24 février 1970.
128. Il fait très froid et Bobino est parti sans cache-oreilles. Bobinette se déguise en docteur est prétend qu’il a subi de fâcheux contrecoups.  Dessins animés : « Pépin la bulle », « Dodo, l’enfant de l’espace » et « Les Aventures de Babar et de la vieille dame ».  Diffusion : le mercredi 25 février 1970.
129. Le général Garde-à-vous a attrapé la médaillite : il veut accrocher des médailles à tout le monde.  Malheureusement, les rubans de ses médailles ne sont autres que les rubans des chapeaux de mademoiselle Prune qu’il a réquisitionnés.  Dessins animés : « Le Petit Lion Titus », « Dodo, l’enfant de l’espace » et « Les Aventures de Tintin » (Affaire Tournesol.).  Diffusion : le jeudi 26 février 1970.
130. Bobino montre à Bobinette qu’on peut savoir l’âge d’un arbre en comptant les couches du bois.  Cela la mettra sur la voie d’une idée lourde de conséquences.  .  Dessins animés : « Pépin la bulle », « Dodo, l’enfant de l’espace » et « Le Clou ».  Diffusion : le vendredi 27 février 1970.
131. Bobinette veut écrire un livre de recette pâtissières.  Comme Bobino prétend qu’elle ne connaît même pas les rudiments de la pâtisserie, elle tient à lui prouver le contraire.  Dessins animés : « Dodo, l’enfant de l’espace » et « Le Balai magique ».  Diffusion : le lundi 2 mars 1970.
132. Bobino explique à Bobinette ce qu’est un boomerang.  Elle voudrait bien en posséder un et utilise un stratagème pour le lui faire fabriquer.  Dessins animés : « Le Petit Lion Titus », « Dodo, l’enfant de l’espace » et « La Querelle ».  Diffusion : le mardi 3 mars 1970.
133. Bobino fait entendre à Bobinette des extraits de la 6e Symphonie de Beethoven.  Elle ajoute un côté visuel au côté auditif de la musique.  Dessins animés : « Pépin la bulle », « Dodo, l’enfant de l’espace » et « Les Aventures de Babar et de la vieille dame ».  Diffusion : le mercredi 4 mars 1970.
134. Bobinette se construit un traîneau fonctionnant sur coussins d’air pour emmener des passagers éventuels à la course de motos-neige du village.  Dessins animés : « Le Petit Lion Titus », « Dodo, l’enfant de l’espace » et « Les Aventures de Tintin ».  Diffusion : le jeudi 5 mars 1970.
135. Bobinette a des difficultés pour pouvoir jouer avec ses amis.  Dessins animés : « Pépin la bulle », « Dodo, l’enfant de l’espace » et « Le Chardonneret ».  Diffusion : le vendredi 6 mars 1970.
136. Bobino est à la pêche aux petits poissons des chenaux.  Mais ça mord pas.  Bobinette décide de lui jouer un bon tour.  Dessins animés : « Pépin la bulle », « Dodo, l’enfant de l’espace » et « Bolek et Lolek en vacances ».  Diffusion : le lundi 9 mars 1970.
137. Bobinette prétend que les fameux canaux qu’on aperçoit sur la planète Mars sont des canaux de télévision.  Elle montre à Bobino à quoi peuvent ressembler les émissions de télévision martienne.  Dessins animés : « Le Petit Lion Titus », « Dodo, l’enfant de l’espace » et « Bolek et Lolek en vacances ».  Diffusion : le mardi 10 mars 1970.
138. Le maire du village a dévoilé solennellement une statue représentant son prédécesseur.  Bobinette prétend qu’elle mériterait d’avoir sa statue exposée aux regards du public.  Elle décide de la faire faire par un grand sculpteur.  Dessins animés : « Pépin la bulle », « Dodo, l’enfant de l’espace » et « Les Aventures de Babar et de la vieille dame ».  Diffusion : le mercredi 11 mars 1970.
139. Bobino et Bobinette font des semis en vue du printemps prochain.  Bobinette fait preuve d’idées originales sur la culture.  Dessins animés : « Le Petit Lion Titus », « Dodo, l’enfant de l’espace » et « Les Aventures de Tintin ».  Diffusion : le jeudi 12 mars 1970.
140. Bobino prouve à Bobinette qu’il a des talents (très cachés) d’électricien.  Dessins animés : « Pépin la bulle », « Dodo, l’enfant de l’espace » et « Le Clou ».  Diffusion : le vendredi 13 mars 1970.
141. Bobino parle à Bobinette des explorations du commandant Cousteau. Bobinette décide de faire une carrière identique à celle du célèbre océanographe.  Dessins animés :  « Pépin la bulle », « Dodo, l’enfant de l’espace » et « Bolek et Lolek sportifs ».  Diffusion : le lundi 16 mars 1970.
142. L’appareil de téléphone de monsieur Plumeau fait défaut.  Bobinette trouve un bon moyen pour dépanner ce bon client de la librairie.  Dessins animés : « Le Petit Lion Titus », « Dodo, l’enfant de l’espace » et « Bolek et Lolek en vancances ».  Diffusion : le mardi 17 mars 1970.
143. L’appareil de téléphone de monsieur Plumeau n’est toujours pas réparé.  Bobinette met au point un nouveau moyen pour lui permettre d’envoyer des messages.  Dessins animés : « Pépin la bulle », « Dodo, l’enfant de l’espace » et « Les Aventures de Babar et de la vieille dame ».  Diffusion : le mercredi 18 mars 1970.
144. Bobino raconte une histoire des manuscrits de la mer Morte.  Ce qui suggère à Bobinette une idée « sensationnelle » pour passer à l’histoire.  Malheureusement, c’est Bobino qui en subira les conséquences.  Dessins animés : « Le Petit Lion Titus », « Dodo, l’enfant de l’espace » et « Les Aventures de Tintin ».  Diffusion : le jeudi 19 mars 1970.
145. Bobino reçoit une paire de gants dont il ignore la provenance.  Bobinette trouve que ces gants ne vont pas à son grand frère et elle les modifie en conséquence.  Dessins animés : « Pépin la bulle », « Dodo, l’enfant de l’espace » et « Bolek et Lolek en vacances ».  Diffusion : le vendredi 20 mars 1970.
146. Bobinette veut prouver à Bobino qu’il existe bien un personnage qui s’appelle Monsieur Printemps et qui vient tous les ans apporter le renouveau dans les jardins.  Dessins animés : « Pépin la bulle », « Dodo, l’enfant de l’espace » et « Bolek et Lolek sportifs ».  Diffusion : le lundi 23 mars 1970.
147. Bobinette cherche un bon moyen pour faire éclore ses œufs rapidement : elle veut avoir des poussins pour Pâques.  Dessins animés : « Le Petit Lion Titus », « Dodo, l’enfant de l’espace » et « Bolek et Lolek sportifs ».  Diffusion : le mardi 24 mars 1970.
148. Bobino a promis à Bobinette de l’emmener au cirque le dimanche suivant, si elle est sage d’ici là.  Malheureusement elle commet une erreur et elle cherche un moyen pour la réparer.  Dessins animés : « Pépin la bulle », « Dodo, l’enfant de l’espace » et « Les Aventures de Babar et de la vieille dame ».  Diffusion : le mercredi 25 mars 1970.
149. Bobino explique ce que c’est que l’écho.  Ce qui suggère à Bobinette une nouvelle idée pour attirer des clients à la librairie.  Dessins animés : « Le Petit Lion Titus », « Dodo, l’enfant de l’espace » et « Les Aventures de Tintin ».  Diffusion : le jeudi 26 mars 1970.
150. Partant en voyage, Mademoiselle Prune confie son poisson rouge à la garde de Bobino et Bobinette.  Cette dernière montre qu’elle a des connaissances douteuses sur l’élevage des poissons rouges.  Dessins animés : « Pépin la bulle », « Dodo, l’enfant de l’espace » et « Bolek et Lolek en vacances ».   Diffusion : le vendredi 27 mars 1970.
151. Gustave prend une photo de Bobino.  Ce qui suggère à Bobinette l’idée de se lancer dans la photographie artistique.  Dessins animés : « Pépin la bulle », « Dodo, l’enfant de l’espace » et « Bolek et Lolek sportifs ».  Diffusion : le lundi 30 mars 1970.
152. Bobinette reçoit un cadeau de son parrain.  Mais comme il n’est pas tout à fait à son goût, elle trouve une solution pour tout arranger.  Dessins animés : « Le Petit Lion Titus », « Dodo, l’enfant de l’espace » et « Bolek et Lolek sportifs ».  Diffusion : le mardi 31 mars 1970.
153. Bobino est sur ses gardes :  Il a peur que Bobinette ne lui joue un nouveau tour à l’occasion du premier avril.  Dessins animés : « Pépin la bulle », « Dodo, l’enfant de l’espace » et « Les Aventures de Babar et de la vieille dame ».  Diffusion : le mercredi 1er avril 1970.
154. Bobinette veut prouver à Bobino qu’il n’y connaît rien dans l’art de garder les bébés.  Dessins animés : « Le Petit Lion Titus », « Dodo, l’enfant de l’espace » et « Les Aventures de Tintin ».  Diffusion : le jeudi 2 avril 1970.
155. Les dessins des tout-petits ont disparu.  Bobino soupçonne sa petite sœur de les avoir pris.  Dessins animés : « Pépin la bulle », « Dodo, l’enfant de l’espace » et « Bolek et Lolek en vacances ».  Diffusion : le vendredi 3 avril 1970.
156. Le professeur Barbenzinc a équipé Télécino d’un télécinographe : appareil qui lui permet de projeter des objets dans l’espace.  Bobino croit qu’il a des visions.  Dessins animés : « Pépin la bulle », « Dodo, l’enfant de l’espace » et « Bolek et Lolek ».  Diffusion : le lundi 6 avril 1970.
157. En utilisant le télécinographe, Bobinette fait jouer Bobino à Houdini, le roi de l’évasion.  Hélas, l’appareil du professeur Barbenzinc se détraquera.  Dessins animés : « Le Petit Lion Titus », « Dodo, l’enfant de l’espace » et « Bolek et Lolek sportifs ».  Diffusion : le mardi 7 avril 1970.
158. Le professeur Barbenzinc s’affaire à réparer le télécinographe.  De nouveaux problèmes en résulteront.  Dessins animés : « Pépin la bulle », « Dodo, l’enfant de l’espace » et « Les Aventures de Babar et de la vieille dame ».  Diffusion : le mercredi 8 avril 1970.
159. Bobinette se cherche un partenaire de talent pour mimer la chanson « Malbrough s’en va-t-en guerre[4] » pendant qu’elle-même la chantera.  Dessins animés : « Le Petit Lion Titus », « Dodo, l’enfant de l’espace » et « Les Aventures de Tintin ».  Diffusion : le jeudi 9 avril 1970.
160. Bobinette cherche une idée pour apporter un peu de distraction aux cosmonautes d’Apollo 13 quand ils seront sur la lune.  Dessins animés : « Pépin la bulle », « Dodo, l’enfant de l’espace » et « Bolek et Lolek en vacances ».  Diffusion : le vendredi 10 avril 1970.
161. Bobinette a attrapé un écureuil.  Bobino voudrait qu’elle le libère, mais elle cherche une bonne raison pour le garder.  Dessins animés : « Pépin la bulle », « Dodo, l’enfant de l’espace » et « Bolek et Lolek ».  Diffusion : le lundi 13 avril 1970.
162. Un article de journal découpé par Tapageur suggère à Bobinette une bonne idée pour profiter d’une vente à rabais de pétards qui a lieu au magasin général.  Dessins animés : « Le Petit Lion Titus », « Dodo, l’enfant de l’espace » et « Bolek et Lolek sportifs ».  Diffusion : le mardi 14 avril 1970.
163. Monsieur Barigoule a besoin d’illustrations représentant des centaures.  Bobino décide de lui en fournir en utilisant le « télécinographe ».  Dessins animés : « Pépin la bulle », « Dodo, l’enfant de l’espace » et « Les Aventures de Babar et de la vieille dame ».  Diffusion : le mercredi 15 avril 1970.
164. Bobinette est aux prises avec une araignée qui revient sans cesse tisser sa toile derrière le comptoir principal de la librairie.  Dessins animés : « Le Petit Lion Titus », « Dodo, l’enfant de l’espace » et « Les Aventures de Tintin ».  Diffusion : le jeudi 16 avril 1970.
165. Le général Garde-à-vous est furieux parce qu’il n’a pas pu avoir de place dans un avion qu’il comptait prendre.  Dessins animés : « Pépin la bulle », « Dodo, l’enfant de l’espace » et « Bolek et Lolek en vacances ».  Diffusion : le vendredi 17 avril 1970.
166. Bobinette installe une station émettrice de radio dans la librairie familiale.  Dessins animés : « Pépin la bulle », « Dodo, l’enfant de l’espace » et « Bolek et Lolek ».  Diffusion : le lundi 20 avril 1970.
167. Bobinette fait un pastiche du Donald Lautrec chaud[5] ».  Dessins animés : « Le Petit Lion Titus », « Dodo, l’enfant de l’espace » et « Bolek et Lolek sportifs ».  Diffusion : le mardi 21 avril 1970.
168. Bobino explique à Bobinette le fonctionnement d’un oreille.  Bobinette tirera de ses explications une nouvelle idée saugrenue.  Diffusion : le mercredi 22 avril 1970.
169. Bobino s’entraîne pour une partie de golf qu’il doit jouer contre le général Garde-à-vous.  Bobinette a peur que ce dernier n’écrase son adversaire et n’en tire une gloriole exagéré.  Dessins animés : « Le Petit Lion Titus », « Dodo, l’enfant de l’espace » et « Les Aventures de Tintin ».  Diffusion : le jeudi 23 avril 1970.
170. Le petit chat de monsieur Plumeau est grimpé sur le toit de l’auberge et ne peut redescendre.  Bobino et Bobinette s’affairent pour le libérer de sa fâcheuse posture.  Dessins animés : « Pépin la bulle », « Dodo, l’enfant de l’espace » et « Bolek et Lolek en vacances ».   Diffusion : le vendredi 24 avril 1970.
171. Bobinette au point une méthode pour guérir la timidité.  Diffusion : le lundi 27 avril 1970.
172. Bobinette interprète la farce de Maître Patelin, dans la fiction puis dans la réalité.  Dessins animés : « Le Petit Lion Titus », « Dodo, l’enfant de l’espace » et « Bolek et Lolek sportifs ».  Diffusion : le mardi 28 avril 1970.
173. Bobinette prend une grande décision : celle de donner des cours de diction.  Dessins animés : « Pépin la bulle », « Dodo, l’enfant de l’espace » et « Les Aventures de Babar et de la vieille dame ».  Diffusion : le mercredi 29 avril 1970.
174. Bobinette veut commander une otarie pour l’offrir à mademoiselle Prune.  Dessins animés : « Le Petit Lion Titus », « Dodo, l’enfant de l’espace » et « Les Aventures de Tintin ».  Diffusion : le jeudi 30 avril 1970.
175. Bobinette fabrique du ciment avec de la farine.  Elle veut prouver à Bobino que ça peut être très solide.  Dessins animés : « Pépin la bulle », « Dodo, l’enfant de l’espace » et « Bolek et Lolek en vacances ».  Diffusion : le vendredi 1er mai 1970.
176. Bobinette se trouve une bonne raison pour ne plus manger de soupe aux carottes.  Bobino prend ses tout-petits à témoin qu’elle a tort d’être difficile à table et il lui donne une bonne leçon.  Diffusion : le lundi 4 mai 1970.
177. Bobino fabrique un cerf-volant et montre son fonctionnement à Bobinette.  Dessins animés : « Le Petit Lion Titus », « Dodo, l’enfant de l’espace » et « Bolek et Lolek sportifs ».  Diffusion : le mardi 5 mai 1970.
178. Le général Garde-à-vous charge Bobinette d’une mission spéciale.  Malheureusement, Bobino viendra la distraire de ses obligations.  De nouveaux problèmes en résulteront.  Dessins animés : « Pépin la bulle », « Dodo, l’enfant de l’espace » et « Les Aventures de Babar et de la vieille dame ».  Diffusion : le mercredi 6 mai 1970.
179. Bobinette veut devenir hôtesse de l’air et montre à Bobino qu’elle a des aptitudes pour cette profession.  Dessins animés : « Le Petit Lion Titus », « Dodo, l’enfant de l’espace » et « Les Aventures de Tintin ».  Diffusion : le jeudi 7 mai 1970.
180. Bobinette veut faire du jardinage; mais à cet effet, elle utilise une sorte de graines très curieuses, et sa floraison le sera en conséquence.  Dessins animés : « Pépin la bulle », « Dodo, l’enfant de l’espace » et « Bolek et Lolek en vacances ».  Diffusion : le vendredi 8 mai 1970.
181. Bobinette et Bobino jouent l’histoire du légendaire roi Midas qui avait des oreilles d’âne.  Diffusion : le lundi 11 mai 1970.
182. C’est anniversaire de Bobinette et, à cette occasion, elle décide de changer de coiffure et de s’acheter des postiches.  Dessins animés : « Le Petit Lion Titus », « Dodo, l’enfant de l’espace » et « Bolek et Lolek sportifs ».  Diffusion : le mardi 12 mai 1970.
183. Bobinette veut guérir Mademoiselle Prune de ses habituelles frayeurs ridicules.  Dessins animés : « Pépin la bulle », « Dodo, l’enfant de l’espace » et « Les Aventures de Babar et de la vieille dame ».  Diffusion : le mercredi 13 mai 1970.
184. Bobino doit aider Bobinette à se construire une maison de poupée, mais il est retardé par le professeur Barbenzinc qui veut lui présenter une de ses dernières inventions.  Dessins animés : « Le Petit Lion Titus », « Dodo, l’enfant de l’espace » et « Les Aventures de Tintin ».  Diffusion : le jeudi 14 mai 1970.
185. Bobinette cherche un endroit idéal pour les prochaines vacances.  Dessins animés : « Pépin la bulle », « Dodo, l’enfant de l’espace » et « Bolek et Lolek en vacances ».   Diffusion : le vendredi 15 mai 1970.
186. Bobinette voudrait jouer à courir, mais Bobino est fatigué. Il improvise un petit jeu reposant.  Dessins animés : « Pépin la bulle », « Dodo, l’enfant de l’espace » et « Bolek et Lolek ».  Diffusion : le lundi 18 mai 1970.
187. Bobino coupe son gazon avec une faux. Bobinette trouve un bon moyen pour l’équiper d’une tondeuse à moteur.  Dessins animés : « Le Petit Lion Titus », « Dodo, l’enfant de l’espace » et « Bolek et Lolek sportifs ». Diffusion : le mardi 19 mai 1970.
188. Bobinette joue aux indiens.  L’idée qu’elle a trouvée pour se fabriquer une coiffure de grand chef ne plait pas à Bobino.  Dessins animés : « Pépin la bulle », « Dodo, l’enfant de l’espace » et « Les Aventures de Babar et de la vieille dame ».  Diffusion : le mercredi 20 mai 1970.
189. Bobinette trouve un bon moyen pour ne pas perdre de temps, durant les prochaines vacances, à écrire des cartes postales à ses amis.  Dessins animés : « Le Petit Lion Titus », « Dodo, l’enfant de l’espace » et « Les Aventures de Tintin ».  Diffusion : le jeudi 21 mai 1970.
190. Bobinette prouve à Bobino qu’elle a des dons pour la tauromachie.  Dessins animés : « Pépin la bulle », « Dodo, l’enfant de l’espace » et « Bolek et Lolek en vacances ».  Diffusion : le vendredi 22 mai 1970.
191. Bobinette décide d’écrire un livre qui devrait révolutionner complètement l’art de l’imprimerie.  Diffusion : le lundi 25 mai 1970.
192. Bobinette se cherche de bonnes idées de distractions pour ne pas s’ennuyer pendant les prochaines vacances.  Dessins animés : « Le Petit Lion Titus », « Dodo, l’enfant de l’espace » et « Bolek et Lolek sportifs ».  Diffusion : le mardi 26 mai 1970.
193. Bobinette veut habituer les téléspectateurs au retour d'Ulysse et d’Oscar qui seront à l’horaire à la place de Bobino à compter de lundi prochain.  Dessins animés : « Pépin la bulle », « Dodo, l’enfant de l’espace » et « Les Aventures de Babar et de la vieille dame ».  Diffusion : le mercredi 27 mai 1970.
194. Bobinette, volant jouer un tour à Bobino, est la cause d’une nouvelle colère du général Garde-à-vous.  Dessins animés : « Le Petit Lion Titus », « Dodo, l’enfant de l’espace » et « Les Aventures de Tintin ».  Diffusion : le jeudi 28 mai 1970.
195. Bobinette a peur qu’un fâcheux contretemps ne vienne s’opposer à son départ de vacances.  Dessins animés : « Pépin la bulle », « Dodo, l’enfant de l’espace » et « Bolek et Lolek en vacances ».  Diffusion : le vendredi 29 mai 1970.  Dernier épisode de la saison.)

La semaine suivante, c'est l'émission Ulysse et Oscar qui a pris la relève pour l'été.
Source:  Ici Radio-Canada - horaire de la télévision
Les textes de Bobino sont retranscrits avec l'aimable autorisation de M. Michel Cailloux, auteur des textes.